# Teklemariam Medhin
Teklemariam Medhin Weldeslassie (Hazega, 24 de junio de 1989) es un corredor de larga distancia eritreo que se especializa en los 5000 metros y 10 000 metros. Sus mejores tiempos personales son 13:04.55 minutos y 27:16.69 minutos, respectivamente.
Como júnior, compitió las carreras júnior en el Campeonato Mundial de Campo a Través, y terminó decimotercero en el campeonato de 2006 y decimocuarto en el de 2007. Terminó como decimosegundo en los 5000 metros en el Campeonato Mundial Junior de Atletismo de 2006, y también compitió en los 10 000 metros para hombres en los Juegos Olímpicos de 2008 mientras aún era júnior. En el Campeonato Mundial de Campo a Través de 2009 finalizó como noveno en la carrera sénior. El equipo de Eritrea logró la medalla de bronce en la competición por equipos. En el Campeonato Mundial de Atletismo de 2009 terminó decimosegundo en los 10 000 metros y decimoquinto en los 5000 metros.
Ganó sorpresivamente la medalla de plata en la carrera para hombres en el Campeonato Mundial de Campo a Través 2010 y ayudó al equipo de Eritrea (que incluía a Samuel Tsegay y a Kidane Tadesse) a ganar otra plata. Durante la temporada de pista, estableció un nuevo mejor tiempo en los 5000 m en la Golden Gala en Roma pero quedó en un distante octavo lugar en los 10 000 m en el Campeonato Africano de Atletismo 2010.
De regreso en el campo a través en noviembre, ganó el Cross de Atapuerca, derrotando al campeón Joseph Ebuya y al campeón de Europa Alemayehu Bezabeh, y derrotó después a Kidane Tadesse tanto en el Oeiras International Cross Country como en el Cross Internacional Valle de Llodio. Ebuya rompió su racha de victorias en el Cross Internacional de la Constitución, en donde era subcampeón. En el Campeonato Mundial de Campo a Través 2011 perdió la oportunidad de ganar medalla al terminar en decimocuarto lugar. Al inicio de la temporada de pista corrió para un mejor tiempo en los 10 000 m de 27:37.21 minutos en el Prefontaine Classic. Sufrió una apretada derrota con el corredor de 17 años Hagos Gebrhiwet en la San Silvestre Vallecana al final del año.
Fue el medallista de plata detrás de Clement Langat en el Campeonato Africano de Campo a Través 2012 y llevó a Eritrea al segundo lugar en la competición por equipos. Su mejor tiempo personal de 27:16.69 minutos para los 10 000 metros en los Fanny Blankers-Koen Games le hizo ganar un lugar para estar con el equipo de Etiopía en los Juegos Olímpicos de Londres 2012 y lo llevó a finalizar en séptimo lugar en la final olímpica de 10 000 metros. En ese circuito invernal de campo a través tuvo victorias en el Cross de la Constitución y el Cross de San Sebastián.